# 福倫利夫 (加利福尼亞州)
福倫利夫（英語：Fallen Leaf）是位於美國加利福尼亞州埃爾多拉多縣的一個非建制地區。該地的面積和人口皆未知。

## 地理
福倫利夫的座標為38°52′59″N 120°04′22″W / 38.88306°N 120.07278°W，而該地的平均海拔高度為1959米（即6427英尺）。